# Orkan Klaus
Orkan Klaus – huraganowy wiatr z gwałtownymi burzami, który nawiedził europejskie kraje pod koniec stycznia 2009. Burze dotknęły takie kraje jak Hiszpania, Francja, Niemcy, Szkocja, Włochy. Żywioł, który przeszedł nad Europą był najpotężniejszy od 1999. Maksymalne wiatry, które odnotowano podczas burz dochodziły do 194 km/h.
Nawałnica rozpoczęła się 23 stycznia 2009. W głąb europejskiego lądu nadeszła znad Zatoki Biskajskiej. W wyniku kataklizmu zginęło 26 osób. Oficjalny koniec gwałtownych burz uważa się dzień 28 stycznia.

## Skutki nawałnicy
- Hiszpania:

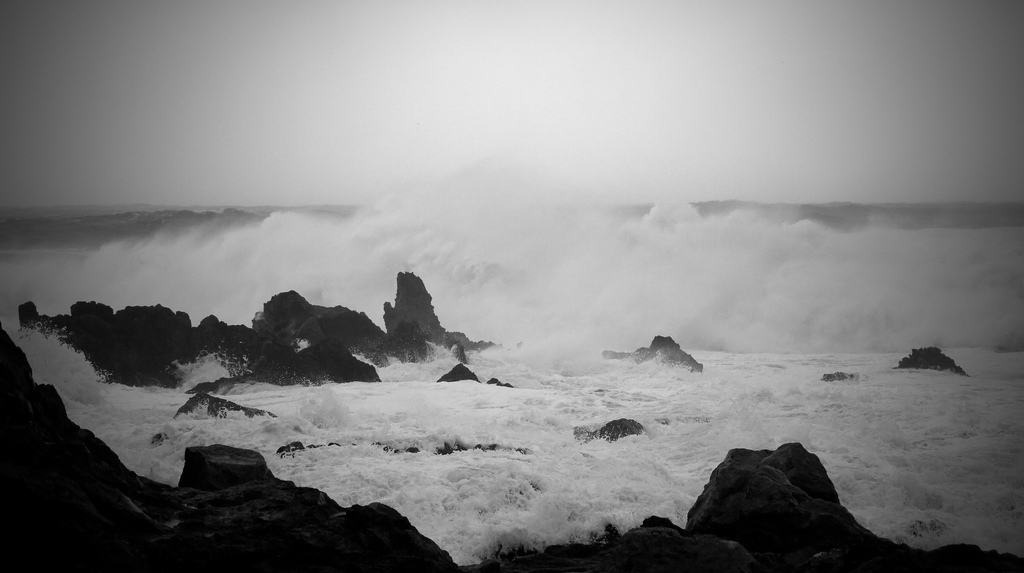
Fale na Zatoce Biskajskiej

  - Fale w Zatoce Biskajskiej osiągały 20 m wysokości.
  - 24 stycznia k. Barcelony zawalił się dach hali sportowej. Zginęło czworo dzieci znajdujących się w budynku hali, kilkanaścioro zostało rannych.
  - Prawie milion osób było pozbawionych prądu.
  - W Walencji wybuchły trzy duże pożary.
- Francja:
  - Ponad 1,1 mln osób bez prądu.
  - Prezydent Francji Nicolas Sarkozy 25 stycznia złożył wizytę w miejscach najbardziej poszkodowanych przez żywioł. Francuska minister spraw wewnętrznych Michelle Alliot-Marie skierowała do regionu 700 dodatkowych osób, mających wesprzeć uczestniczące w akcji ratowniczej służby antykryzysowe.

## Ofiary orkanu
| Kraj      | Ofiary śmiertelne |
| --------- | ----------------- |
| Hiszpania | 12                |
| Francja   | 10                |
| Włochy    | 4                 |
| Razem     | 26                |